# Estadio Sierra Nevada
Das Estadio Sierra Nevada ist ein Fußballstadion in der kolumbianischen Stadt Santa Marta. Es bietet Platz für 18.000 Zuschauer und dient dem kolumbianischen Zweitligisten Unión Magdalena seit 2018 als Heimstadion.

## Geschichte
| Estadio Sierra Nevada |

| Lokalisierung von Magdalena in Kolumbien |

Das Estadio Estadio Sierra Nevada wurde für die Juegos Bolivarianos 2017 gebaut und im November 2017 mit der Eröffnungsfeier der Spiele sowie einem Konzert von Carlos Vives eingeweiht. Im Januar 2018 wurde bekannt, dass der Traditionsverein Unión Magdalena das Stadion ab Beginn der Spielzeit 2018 als Heimstadion verwendet. Das traditionelle Heimstadion des Vereins, das Estadio Eduardo Santos, war 2013 wegen Baufälligkeit geschlossen worden, weswegen der Verein von 2013 bis 2017 in andere Städte ausweichen musste.